# Evaporit

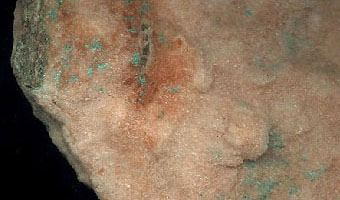
Evaporit

Evaporiter är sedimentära saltbergarter som framkommit genom kristallisation då vatten avdunstar (evaporerar) från saltvatten. Typisk evaporit som framkommit ur vattenlösning är stalagmit eller stalaktit.[källa behövs] Evaporiter består huvudsakligen av ämnen som halit, gips och kaliumrika salter.

## Stensalt
Stensalt kan vara färglös till orange och mer sällsynt även blått. Det är den mest utbredda evaporiten. Stensalt består av mineralet halit. Ibland förekommer band av gips.